# Kasteel van Mesen

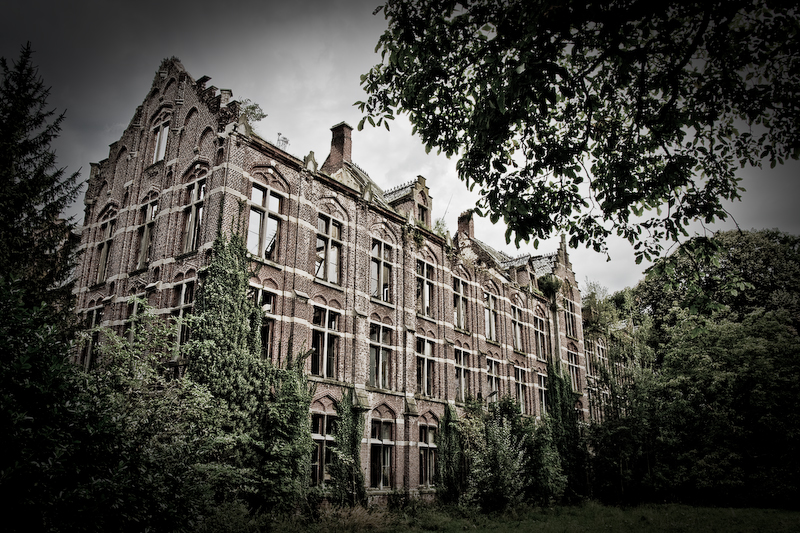
Außenansicht im September 2008

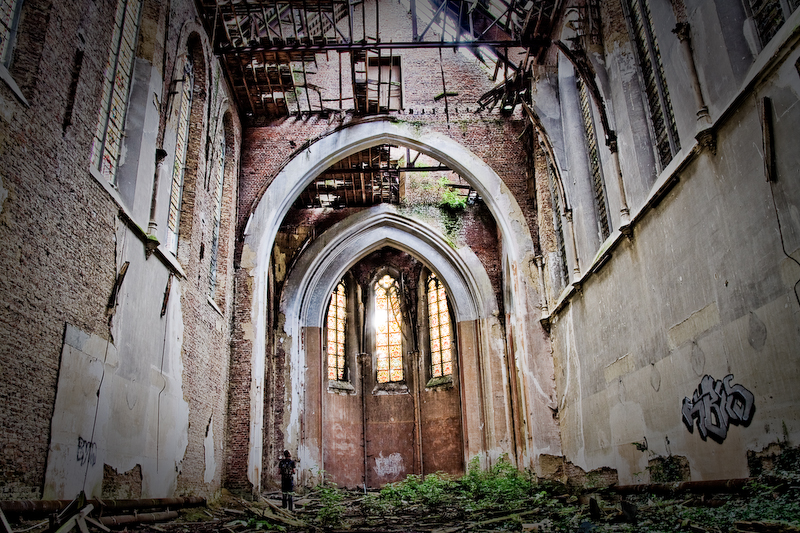
Innenraum der 1897 errichteten Kapelle

Das Kasteel van Mesen war ein Schloss im belgischen Lede, das im frühen 17. Jahrhundert errichtet und in den Jahren 2010 bis 2015 abgerissen wurde.

## Geschichte

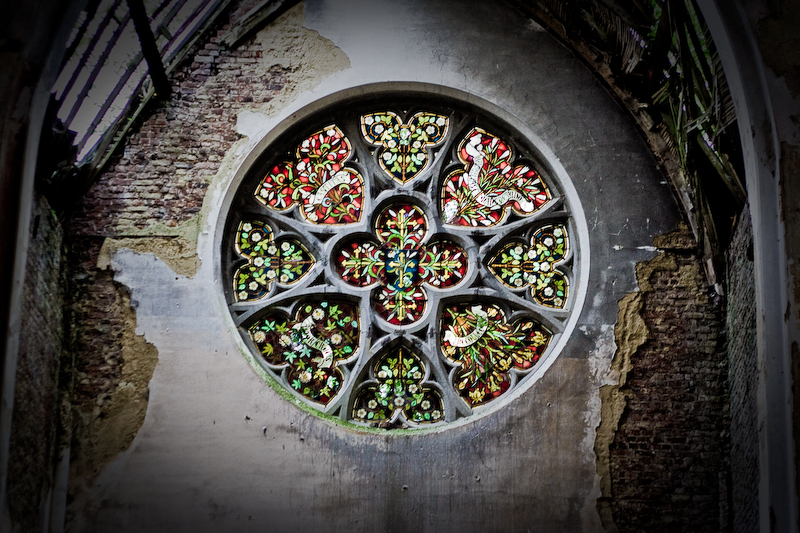
Fensterrose in der Schlosskapelle

Das Kasteel van Mesen wurde um 1628 in einem sieben Hektar großen Parkareal errichtet und in den folgenden 178 Jahren von der in Lede ansässigen Familie Bette bewohnt.
Nach 1796 wurde der Gebäudekomplex von der lokalen Industrie genutzt. Im Laufe der Jahre befanden sich so eine Brennerei, eine Zucker- sowie eine Tabakfabrik in den Kellern der Gebäude. 1897 kaufte eine religiöse Organisation das Schloss, um es zuerst als Internat und ab 1914 als Mädchenschule für bis zu 150 Schülerinnen zwischen acht und achtzehn Jahren zu nutzen. Zu diesem Zweck baute man im selben Jahr eine neugotische Kapelle, einen Pavillon sowie ein Schulgebäude an den bestehenden Komplex an.
Wegen finanzieller Schwierigkeiten wurde die Schule im Jahre 1970 geschlossen. Das Kasteel van Mesen ging in den Besitz des belgischen Verteidigungsministeriums über, welches das Gelände sich selbst überließ. Teile der Gebäude stürzten in den folgenden Jahren ein.
2007 wurde der öffentliche Park auf dem Schlossgelände abgesperrt. Trotz Proteste seitens der Bevölkerung begann im Juni 2010 der Abriss der Kapelle und der angrenzenden Gebäudeflügel. Im Dezember 2013 wurde der Abriss der restlichen Gebäude beschlossen. 2015 war das Kasteel van Mesen aus dem Stadtbild von Lede verschwunden.